# Metteniusa nucifera
Metteniusa nucifera är en tvåhjärtbladig växtart som först beskrevs av Henri François Pittier, och fick sitt nu gällande namn av Hermann Sleumer. Metteniusa nucifera ingår i släktet Metteniusa och familjen Metteniusaceae. Inga underarter finns listade.